# Julija Zaripova
Julija Michajlovna Zarudneva Zaripova (in russo Юлия Михайловна Заруднева Зарипова?; Volgograd, 26 aprile 1986) è una siepista russa, campionessa mondiale ed europea della specialità.

## Biografia
Il 30 gennaio 2015 l'Agenzia antidoping della Federazione russa ha reso noto di aver squalificato la Zaripova per violazione dell'art. 2.2 (Uso di sostanze e/o di metodi proibiti): sono stati rilevati nel suo passaporto biologico dei parametri anormali.

Il provvedimento annullerebbe i suoi risultati ottenuti dal 20 giugno al 20 agosto 2011 e dal 3 luglio al 3 settembre 2012. L'atleta rischia quindi che le venga tolto il titolo olimpico (ma non il titolo mondiale, vinto il 30 agosto 2011).

La decisione finale spetta alla IAAF e al CIO.

## Progressione

### 3000 metri siepi
| Stagione | Risultato | Luogo      | Data      | Rank. Mond. |
| -------- | --------- | ---------- | --------- | ----------- |
| 2012     | 9'06"72   | Londra     | 6-8-2012  | 1ª          |
| 2011     | 9'07"03   | Taegu      | 30-8-2011 | 1ª          |
| 2010     | 9'17"57   | Barcellona | 30-7-2010 | 4ª          |
| 2009     | 9'08"39   | Berlino    | 17-8-2009 | 2ª          |
| 2008     | 9'54"90   | Čeljabinsk | 27-6-2008 | 90ª         |

## Palmarès
| Anno | Manifestazione  | Sede       | Evento       | Risultato | Prestazione | Note                          |
| ---- | --------------- | ---------- | ------------ | --------- | ----------- | ----------------------------- |
| 2009 | Europei indoor  | Torino     | 3000 m piani | 6ª        | 8'58"55     |                               |
| 2009 | Mondiali        | Berlino    | 3000 m siepi | Oro       | 9'08"39     | Miglior prestazione personale |
| 2010 | Europei         | Barcellona | 3000 m siepi | Oro       | 9'17"57     | Record dei campionati         |
| 2011 | Mondiali        | Taegu      | 3000 m siepi | dq        | dq          |                               |
| 2012 | Giochi olimpici | Londra     | 3000 m siepi | dq        | dq          |                               |
| 2013 | Universiadi     | Kazan'     | 3000 m siepi | dq        | dq          |                               |

## Altre competizioni internazionali
2010
- Campionati europei a squadre di atletica leggera ( Bergen)
- Oro in Coppa continentale ( Spalato), 3.000 siepi - 9'25"46